# Chorwacja na Zimowych Igrzyskach Olimpijskich 2002
Chorwację na Zimowych Igrzyskach Olimpijskich 2002 reprezentowało trzynastu zawodników w 5 dyscyplinach. Zdobyli w sumie 4 medale 3 złote i 1 srebrny – wszystkie Janica Kostelić w narciarstwie alpejskim.

## Medaliści
| Medal | Zawodnik        | Dyscyplina            | Konkurencja          | Data      |
| ----- | --------------- | --------------------- | -------------------- | --------- |
|       | Janica Kostelić | Narciarstwo alpejskie | Kombinacja kobiet    | 14 lutego |
|       | Janica Kostelić | Narciarstwo alpejskie | Slalom kobiet        | 20 lutego |
|       | Janica Kostelić | Narciarstwo alpejskie | Slalom gigant kobiet | 22 lutego |
|       | Janica Kostelić | Narciarstwo alpejskie | Supergigant kobiet   | 17 lutego |

## Wyniki

### Biathlon

#### Mężczyźni
| Zawodnik       | Konkurencja       | Czas      | Ilość pudeł | Pozycja | Źródło |
| -------------- | ----------------- | --------- | ----------- | ------- | ------ |
| Žarko Galjanić | Sprint            | 30:33.0   | 3 (1+2)     | 84.     | [ 1 ]  |
| Žarko Galjanić | Bieg indywidualny | 1:04:54.4 | 6 (0+2+1+3) | 83.     | [ 2 ]  |

### Biegi narciarskie

#### Sprint

##### Mężczyźni
| Zawodnik       | Konkurencja | Eliminacje | Eliminacje | Ćwierćfinał | Ćwierćfinał | Półfinał | Półfinał | Finał | Finał   | Pozycja | Źródło |
| Zawodnik       | Konkurencja | Czas       | Pozycja    | Czas        | Pozycja     | Czas     | Pozycja  | Czas  | Pozycja | Pozycja | Źródło |
| -------------- | ----------- | ---------- | ---------- | ----------- | ----------- | -------- | -------- | ----- | ------- | ------- | ------ |
| Damir Jurčević | Sprint      | 3:05.90    | 47.        | NQ          | NQ          | NQ       | NQ       | NQ    | NQ      | 47.     | [ 3 ]  |

#### Bieg łączony

##### Kobiety
| Zawodniczka | Konkurencja           | 5 km techniką klasyczną | 5 km techniką klasyczną | 5 km techniką dowolną | 5 km techniką dowolną | Suma czasów      | Pozycja          | Źródło |
| Zawodniczka | Konkurencja           | Czas                    | Pozycja                 | Czas                  | Pozycja               | Suma czasów      | Pozycja          | Źródło |
| ----------- | --------------------- | ----------------------- | ----------------------- | --------------------- | --------------------- | ---------------- | ---------------- | ------ |
| Maja Kezele | Bieg łączony na 10 km | 15:40.1                 | 64.                     | NQ                    | NQ                    | Nieklasyfikowany | Nieklasyfikowany | [ 4 ]  |

##### Mężczyźni
| Zawodnik       | Konkurencja           | 10 km techniką klasyczną | 10 km techniką klasyczną | 10 km techniką dowolną | 10 km techniką dowolną | Suma czasów      | Pozycja          | Źródło |
| Zawodnik       | Konkurencja           | Czas                     | Pozycja                  | Czas                   | Pozycja                | Suma czasów      | Pozycja          | Źródło |
| -------------- | --------------------- | ------------------------ | ------------------------ | ---------------------- | ---------------------- | ---------------- | ---------------- | ------ |
| Denis Klobučar | Bieg łączony na 20 km | 30:00.7                  | 64.                      | NQ                     | NQ                     | Nieklasyfikowany | Nieklasyfikowany | [ 5 ]  |
| Damir Jurčević | Bieg łączony na 20 km | 31:15.7                  | 69.                      | NQ                     | NQ                     | Nieklasyfikowany | Nieklasyfikowany | [ 5 ]  |

#### Dystanse

##### Kobiety
| Zawodniczka | Konkurencja              | Czas    | Pozycja | Źródło |
| ----------- | ------------------------ | ------- | ------- | ------ |
| Maja Kezele | 10 km techniką klasyczną | 34:10.8 | 55.     | [ 7 ]  |
| Maja Kezele | 15 km techniką dowolną   | 48:43.1 | 54.     | [ 9 ]  |

##### Mężczyźni
| Zawodniczka    | Konkurencja              | Czas      | Pozycja | Źródło |
| -------------- | ------------------------ | --------- | ------- | ------ |
| Denis Klobučar | 15 km techniką klasyczną | 43:45.0   | 58.     | [ 10 ] |
| Damir Jurčević | 15 km techniką klasyczną | 45:49.6   | 61.     | [ 10 ] |
| Damir Jurčević | 30 km techniką dowolną   | 1:23:53.3 | 61.     | [ 12 ] |
| Denis Klobučar | 30 km techniką dowolną   | 1:25:39.0 | 64.     | [ 12 ] |
| Damir Jurčević | 50 km techniką klasyczną | 2:35:54.9 | 52.     | [ 14 ] |
| Denis Klobučar | 50 km techniką klasyczną | 2:35:58.8 | 53.     | [ 14 ] |

### Bobsleje

#### Mężczyźni
| Zawodnicy                                          | Konkurencja | Czas ślizgu | Czas ślizgu | Czas ślizgu | Czas ślizgu | Suma    | Pozycja | Źródło |
| Zawodnicy                                          | Konkurencja | 1           | 2           | 3           | 4           | Suma    | Pozycja | Źródło |
| -------------------------------------------------- | ----------- | ----------- | ----------- | ----------- | ----------- | ------- | ------- | ------ |
| Ivan Šola Boris Lovrić Đulijano Koludra Niki Drpić | Czwórki     | 48.84       | 48.45       | 49.17       | 49.68       | 3:16.14 | 26.     | [ 15 ] |

### Łyżwiarstwo figurowe

#### Kobiety
| Zawodnik    | Konkurencja | Program krótki                     | Program krótki | Program krótki | Program dowolny                    | Program dowolny | Program dowolny | Suma punktów | Pozycja | Źródło |
| Zawodnik    | Konkurencja | Oceny sędziów                      | Pozycja        | Punkty         | Oceny sędziów                      | Pozycja         | Punkty          | Suma punktów | Pozycja | Źródło |
| ----------- | ----------- | ---------------------------------- | -------------- | -------------- | ---------------------------------- | --------------- | --------------- | ------------ | ------- | ------ |
| Idora Hegel | Solistki    | 6 sędziów - 21. pozycja lub wyższa | 23.            | 11,5 pkt       | 5 sędziów - 19. pozycja lub wyższa | 19.             | 19 pkt          | 30,5 pkt     | 19.     | [ 16 ] |

### Narciarstwo alpejskie

#### Kobiety
| Zawodnik        | Konkurencja   | 1. przejazd | 1. przejazd | 2. przejazd | 2. przejazd | Suma czasów | Pozycja | Źródło |
| Zawodnik        | Konkurencja   | Czas        | Pozycja     | Czas        | Pozycja     | Suma czasów | Pozycja | Źródło |
| --------------- | ------------- | ----------- | ----------- | ----------- | ----------- | ----------- | ------- | ------ |
| Janica Kostelić | Supergigant   | 1:13.64     | 2.          | —           | —           | 1:13.64     | srebro  | [ 17 ] |
| Janica Kostelić | Slalom gigant | 1:16.00     | 1.          | 1:14.01     | 1.          | 2:30.01     | złoto   | [ 18 ] |
| Nika Fleiss     | Slalom gigant | 1:20.94     | 43.         | 1:19.23     | 35.         | 2:40.17     | 36.     | [ 18 ] |
| Ana Jelušić     | Slalom gigant | 1:21.73     | 46.         | 1:18.82     | 34.         | 2:40.55     | 37.     | [ 18 ] |
| Janica Kostelić | Slalom        | 52.14       | 1.          | 53.96       | 5.          | 1:46.10     | złoto   | [ 19 ] |
| Nika Fleiss     | Slalom        | 55.39       | 19.         | 55.88       | 12.         | 1:51.27     | 12.     | [ 19 ] |
| Ana Jelušić     | Slalom        | 57.42       | 32.         | 57.59       | 23.         | 1:55.01     | 23.     | [ 19 ] |

| Zawodnik        | Konkurencja | Slalom | Slalom | Slalom      | Slalom  | Zjazd   | Zjazd   | Suma czasów | Pozycja | Źródło |
| Zawodnik        | Konkurencja | 1      | 2      | Suma czasów | Pozycja | Czas    | Pozycja | Suma czasów | Pozycja | Źródło |
| --------------- | ----------- | ------ | ------ | ----------- | ------- | ------- | ------- | ----------- | ------- | ------ |
| Janica Kostelić | Kombinacja  | 44.60  | 42.68  | 1:27.28     | 1.      | 1:16.00 | 3.      | 2:43.28     | złoto   | [ 20 ] |

#### Mężczyźni
| Zawodnik       | Konkurencja   | 1. przejazd | 1. przejazd | 2. przejazd | 2. przejazd | Suma czasów      | Pozycja          | Źródło |
| Zawodnik       | Konkurencja   | Czas        | Pozycja     | Czas        | Pozycja     | Suma czasów      | Pozycja          | Źródło |
| -------------- | ------------- | ----------- | ----------- | ----------- | ----------- | ---------------- | ---------------- | ------ |
| Ivica Kostelić | Slalom gigant | 1:13.05     | 8.          | 1:11.87     | 13.         | 2:24.92          | 9.               | [ 21 ] |
| Ivica Kostelić | Slalom        | 49.60       | 4.          | DNF         | DNF         | Nieklasyfikowany | Nieklasyfikowany | [ 22 ] |